# Michael Ehnert

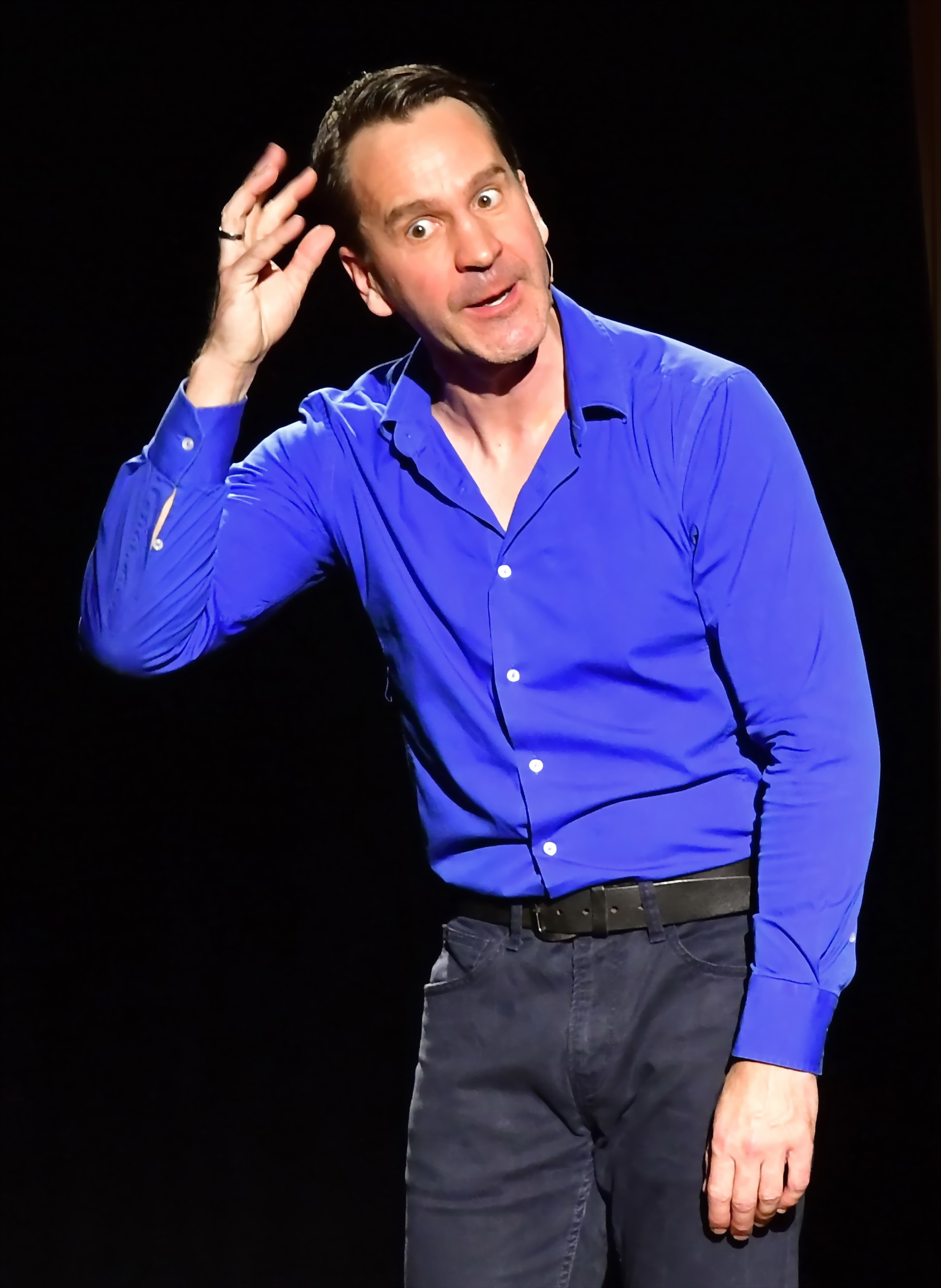
Michael Ehnert, 2017

Michael Ehnert (* 21. Dezember 1967 in Hamburg) ist Kabarettist, Autor, Schauspieler und Regisseur.

## Werdegang
Michael Ehnert absolvierte seine Schauspielausbildung von 1988 bis 1990 an der Schule für Schauspiel Hamburg. Ehnert bildete von 1990 bis 2004 mit Kristian Bader das Bader-Ehnert-Kommando. In dieser Zeit entstanden fünf Kabarettprogramme, 1997 erhielten sie den Deutschen Kleinkunstpreis.
2009 führte Ehnert gemeinsam mit Kristian Bader, Hilmi Sözer und Jan Christof Scheibe die von Ehnert geschriebene Theaterkomödie „Schillers sämtliche Werke – leicht gekürzt“ auf, in der sie ein Medley aus den Stücken von Friedrich Schiller auf die Bühne brachten. 2015 führte er mit dem gleichen Team (ohne Sözer) die nach dem gleichen Muster gestaltete Revue „Goethes sämtliche Werke – leicht gekürzt“ auf.
Auch arbeitete Ehnert als Regisseur für das Kom(m)ödchen und die Lach- und Schießgesellschaft und war Schauspieler bei verschiedenen Fernsehfilmen und Serien öffentlich-rechtlicher und privater Fernsehsender, darunter Joseph Vilsmaiers ZDF-Film „Die letzte Fahrt der Wilhelm Gustloff“ oder die Krimiserien Ein Fall für Zwei, Die Cleveren, Tatort und Ritas Welt.
2004 entstand Ehnerts erstes Soloprogramm „Mein Leben“, das mit dem Prix Pantheon und dem Deutschen Kabarettpreis ausgezeichnet wurde. Es folgten die Programme „HeldenWinter“ (auch „Lost Action Hero“ genannt) und „Das Tier in mir – Deutschland primat“.
Ehnert verknüpft in seinen Solo-Darbietungen das Theaterspiel mit Kabarett, indem er z. B. Szenen und Figuren aus bekannten Hollywoodfilmen parodiert und diese für gesellschaftskritische sowie autobiographische und philosophische Betrachtungen nutzt. Bleibendes Merkmal der Inszenierungen ist dabei der völlige Verzicht auf Kostüme, Kulissen oder Requisiten.
Seit 2013 spielt er in der ZDF-Polizeiserie Notruf Hafenkante die wiederkehrende Rolle des LKA-Beamten Gerald Renner. Seinen Einstand feierte er als verdeckter Ermittler in der Folge 182 Der Maulwurf. Für die Folge Plan B war er auch Co-Autor des Drehbuchs.

## Privates
Ehnert ist mit der Schauspielerin Jennifer Maria Ehnert verheiratet, mit der er 2011 erstmals das gemeinsame Bühnenprogramm „Küss Langsam“ vorstellte. Seit 2015 sind sie mit ihrem Programm „Zweikampfhasen“ unterwegs. Ehnert lebt gegenwärtig in Hamburg.

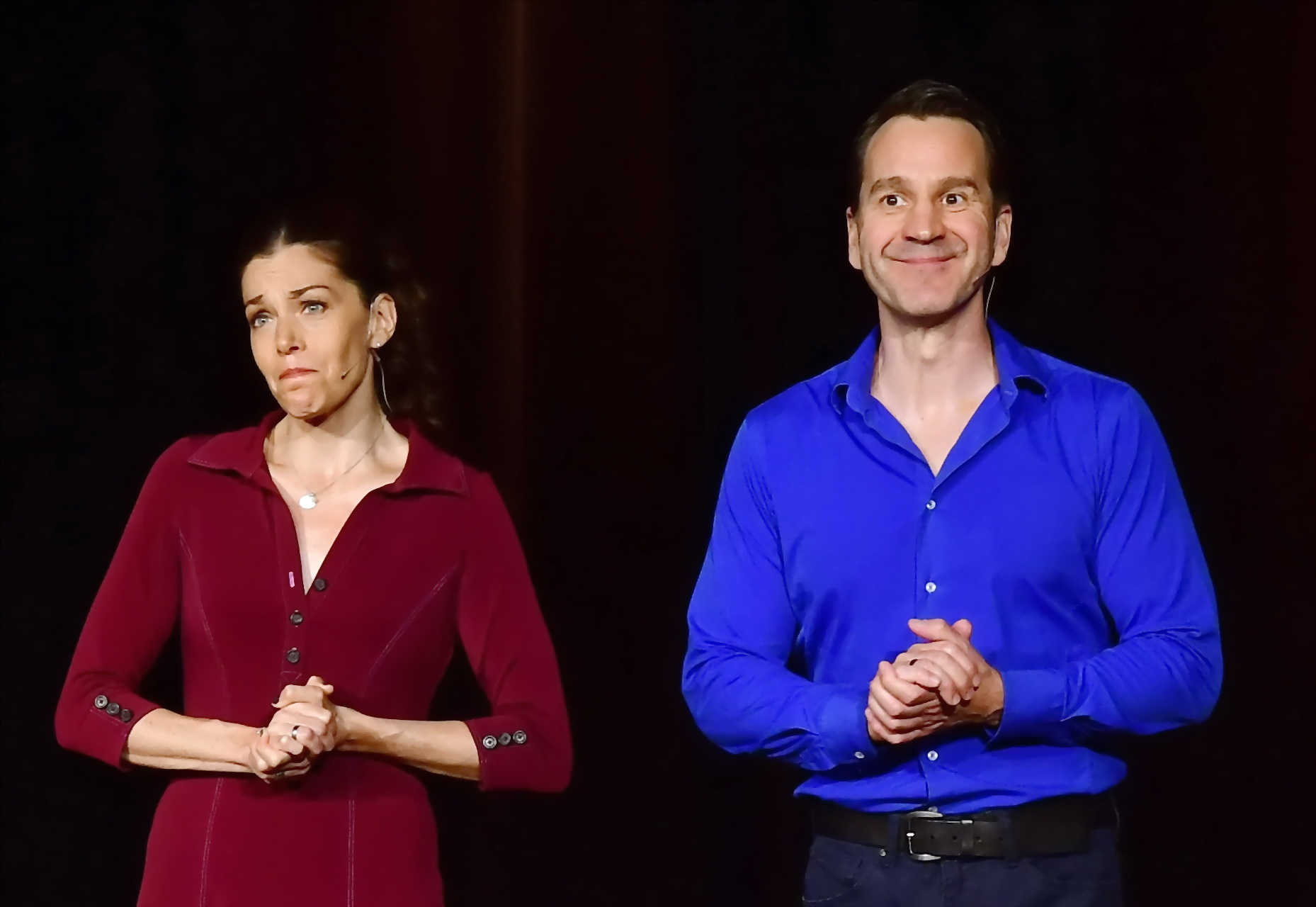
Jennifer und Michael Ehnert, Zweikampfhasen 2017

## Filmografie (Auswahl)
- 2008: Die Gustloff (Fernsehfilm)
- seit 2013: Notruf Hafenkante
- 2017: Nord bei Nordwest – Estonia
- 2020: Das Geheimnis des Totenwaldes (Fernsehfilm)
- 2022: Wilsberg: Gene lügen nicht

## Auszeichnungen
- 1995: Prix Pantheon Jurypreis (als Bader-Ehnert-Kommando)
- 1997: Deutscher Kleinkunstpreis Förderpreis der Stadt Mainz (als Bader-Ehnert-Kommando)
- 2002: Sprungbrett Förderpreis des Handelsblattes
- 2005: Prix Pantheon Publikumspreis
- 2005: Deutscher Kabarettpreis Programmpreis
- 2009: Wilhelmshavener Knurrhahn